# 立花大亀
立花 大亀（たちばな だいき、1899年（明治32年）12月22日 - 2005年（平成17年）8月25日）は、日本の臨済宗の禅僧、茶人、書家。

## 概略
1899年（明治32年）12月22日、大阪府生まれ。菩提寺の檀家総代の家に育つ。堺市立実業補習学校卒。
1921年（大正10年）、生まれ育った堺市の南宗寺で得度し、禅僧として歩み始める。大徳寺塔頭の徳禅寺住職を経て、1953年（昭和28年）に大徳寺派宗務総長、さらに管長代務者に就任。1968年（昭和43年）5月、大徳寺511世住持となる。以後、大徳寺最高顧問。1973年（昭和48年）、大徳寺山内に如意庵再興。1980年（昭和55年）、奈良大宇陀に松源院再建。1982年（昭和57年）4月から1986年（平成6年）3月まで、花園大学の学長を務めた。
茶道に精通し、茶人や書家としても知られる。また、池田勇人元首相をはじめ、福田赳夫元首相、松下幸之助ら多くの政財界人と交流。禅の教えを元にアドバイスを行ったことから「政界の指南役」と言われた。
安藤忠雄が淡路市の本福寺に権力のシンボルである大屋根がなく、蓮池の地下の本堂「水御堂」建設の案を檀家の前で説明したところ、住職を始め、300余りの檀家全員が反対した。さすがに全員反対には驚いた安藤がとった策は、当時すでに90歳を超える大亀に意見を求めることであった。安藤から話を聞いた立花は「これはいい。なぜなら仏教の原点のハスの中に入るというのは一番良い姿だ。自分も冥土へ行く前に見たい」といい、2、3人の檀家代表に話をした。次の話し合いに出席すると、信徒らの意見は180度変わっており、全員賛成だった。そこで安藤は「あなた方、この間全員反対だったじゃないか」と問うと、「いや、それは安藤さんの空耳じゃないか」といわれた。安藤はムッとして「漏るかもわからんぞ」と脅かしたところ「新しいことに挑戦しているのだから、少々は仕方がないでしょう」といわれたという。
2005年（平成17年）8月25日、急性肺炎のため死去。

## 著書

### 単著
- 『茶禅論』岡田重次、1939年。
- 『人生問答 立花大亀対談集』経済春秋社、1956年。
- 『鐘の声』経済春秋社、1957年。
- 『人生問答 立花大亀対談集 続』経済春秋社、1960年。
- 『人生問答 立花大亀対談集 第3集』経済春秋社、1960年。
- 『遊行』経済春秋社、1960年1月。
- 『度胸の据え方』実業之日本社、1961年。
- 『人として生きる』徳間書店、1970年。
- 『禅者のことば』徳間書店、1972年。
- 『おのれを生かし人を生かす』主婦の友社、1980年1月。
- 『利休に帰れ いま茶の心を問う』主婦の友社、1983年4月。ISBN 4079172826。
- 『死ぬるも生れるも同じじゃ』PHP研究所、1983年8月。ISBN 4569211186。
- 『利休の佗び茶』主婦の友社、1989年4月。ISBN 4079297246。
- 『大亀禅話 1』如意庵、2007年8月。
- 『大亀禅話 2』如意庵、2007年8月。
- 『大亀禅話 3』如意庵、2007年8月。
- 『大亀禅話 4』如意庵、2007年8月。
- 『大亀禅話 5』如意庵、2007年8月。
- 『大亀禅話 6』如意庵、2007年8月。
- 『大亀禅話 7』如意庵、2007年8月。
- 『大亀禅話 8』如意庵、2007年8月。
- 『大亀禅話 9』如意庵、2007年8月。
- 『大亀禅話 10』如意庵、2007年8月。
- 『利休に帰れ いま茶の心を問う』（新装）里文出版、2010年3月。ISBN 9784898063491。
- 『なぜ、いま禅なのか 「足る」を知れ！』里文出版、2011年4月。ISBN 9784898063699。
- 『利休の茶を問う』世界文化社、2012年6月。ISBN 9784418125074。

### 共著
- 松下幸之助、立花大亀『人間本来の姿に立ち返ろう』現代史出版会、1972年。